# Woffleben
Woffleben ist mit seinen 432 Einwohnern der drittgrößte Ortsteil der Stadt Ellrich im Landkreis Nordhausen (Thüringen).

## Geografie

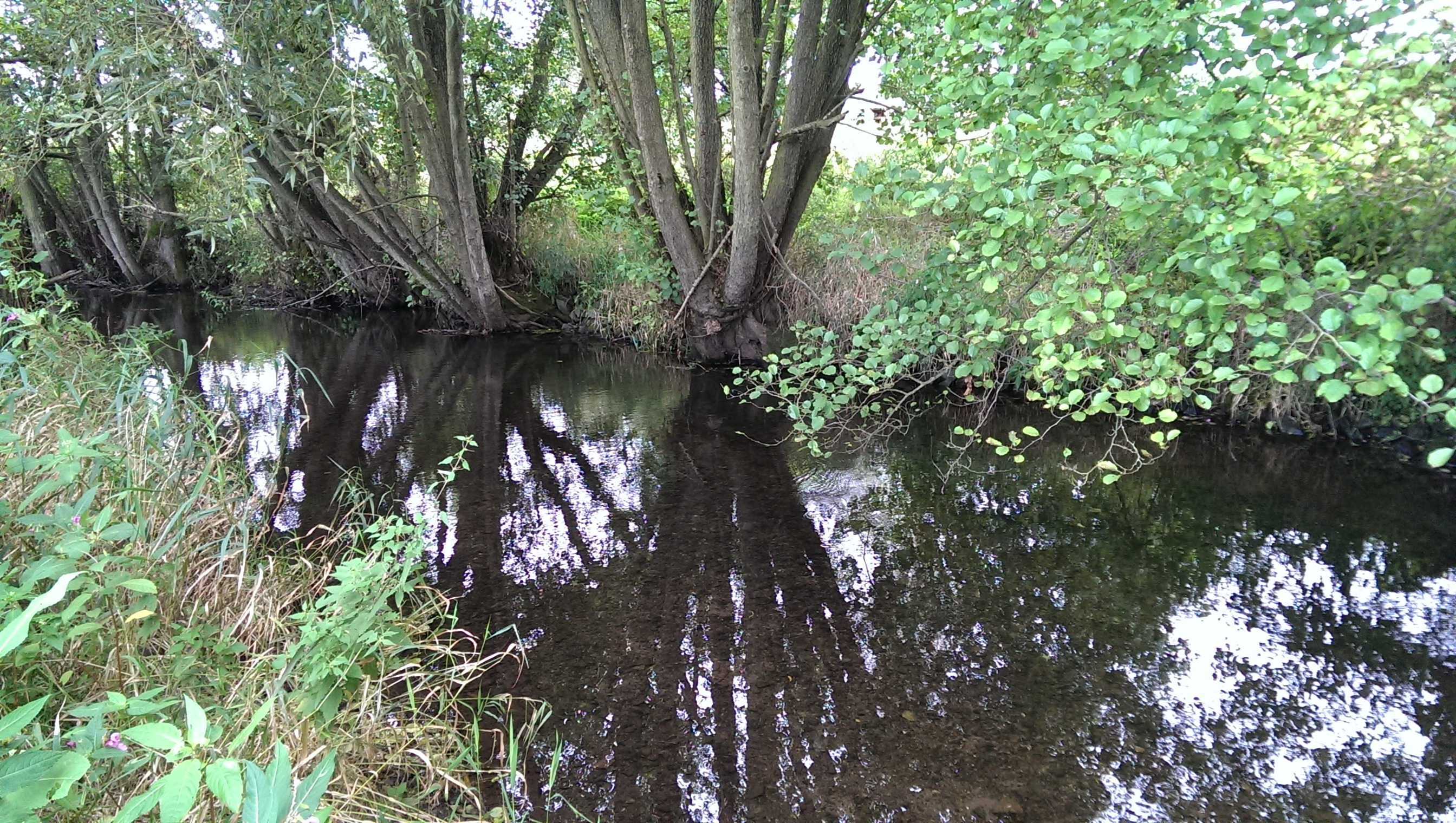
Die Zorge bei Woffleben

Woffleben liegt im südlichen Vorland des Harzes. Durch den Ort fließt die Zorge. Südöstlich von Woffleben mündet, an der Grenze zu Niedersachswerfen, die von Westen kommende Wieda in die Zorge.

## Ortschaft

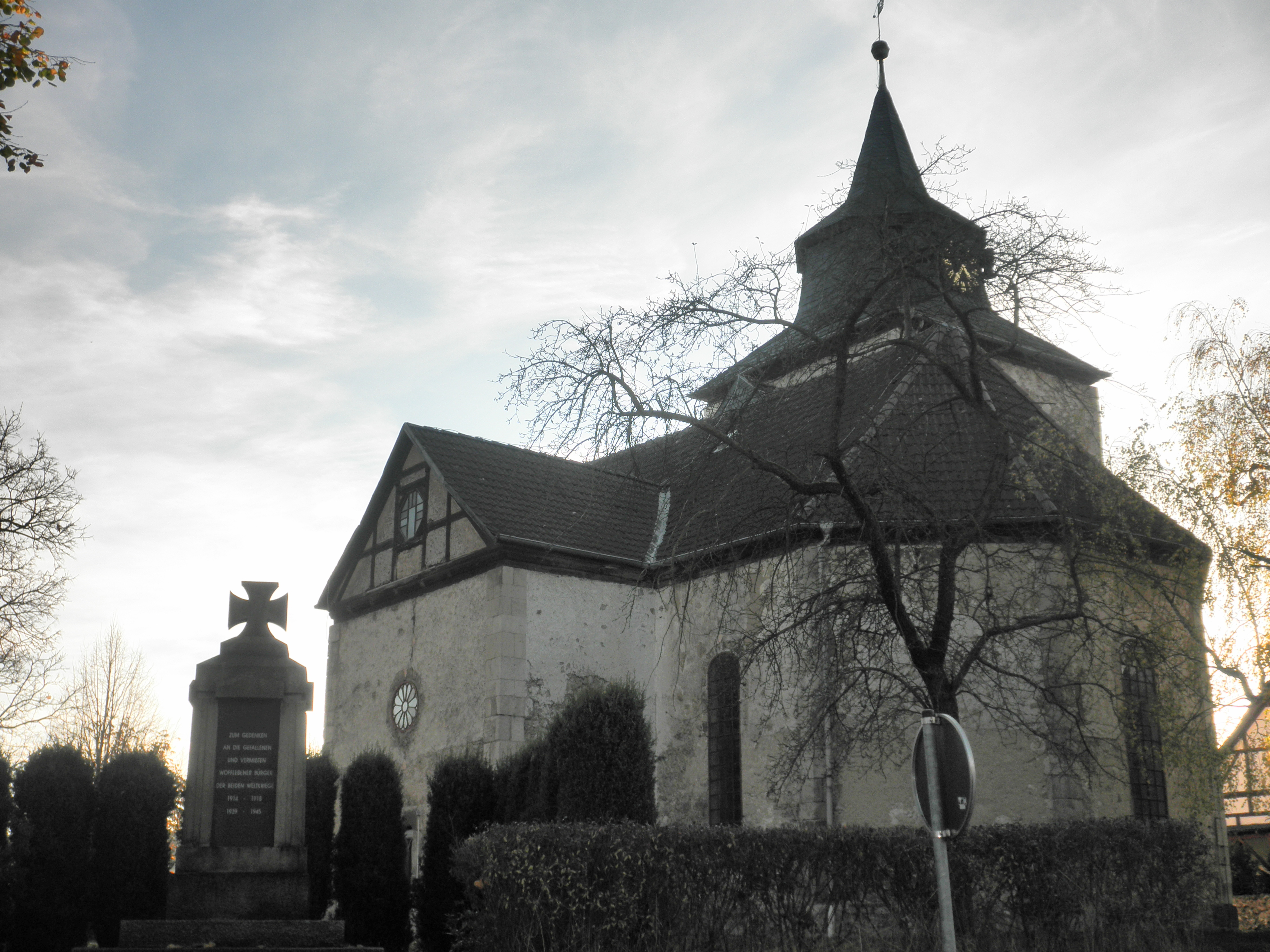
Kirche St. Johannis in Woffleben (2013)

Zur Ortsnamensendung -leben siehe hier.
Das Ortsbild von Woffleben wird besonders durch die Dorfkirche St. Johannis und den erhaltenen Teil der Kirchenmauer geprägt. Die Kirche steht unter Denkmalschutz. Sie wurde auf Befehl von Friedrich dem Großen an Stelle eines abgerissenen Vorgängerbaus aus der Zeit um 1100 gebaut und 1752 geweiht. Daher zeigt ein Schlussstein über dem Eingangstor das FR (Friedericus Rex). Die Kirche hat als einzige Querschiffkirche des Südharz einen eigenwilligen Grundriss. Zur frühen DDR-Zeit wies das Gotteshaus erhebliche Schäden auf und wurde in den 1960er Jahren geschlossen. Seit etwa 1980 wird es nach allerdings nicht fachgerechter Instandsetzung wieder von der Kirchgemeinde genutzt und wurde nach der Wende grundhaft saniert. Die Gemeinde gehört zum Evangelisch Unierten (Preußischen) Bekenntnis.
Von 1683 bis 1689 ließ Kammerrätin von Gladebeck, geb. Münchhausen, auf dem Amthof das Herrenhaus bauen, welches 1718 zur Königlichen Domäne wurde und auch heute bewohnt wird. 1777 ließ Friedrich der Große für sechs Familien an der Straße nach Ellrich Häuser bauen (heute Straße der Freundschaft 24, 25, 26, 27, 28, 29) – diese wurden Kolonistenhäuser genannt. 1937 wurden im Dorf zwei Litfaßsäulen aufgestellt, die auch heute noch ihren Zweck erfüllen. Im 1956 erbauten Kindergarten befinden sich momentan eine Arztpraxis, ein Frisör und der Dorfgemeinschaftsraum. Der 1974 erbaute Konsum wurde verkauft und 2013 als Geschäfts- und Wohnhaus umgebaut.

## Naturschutz

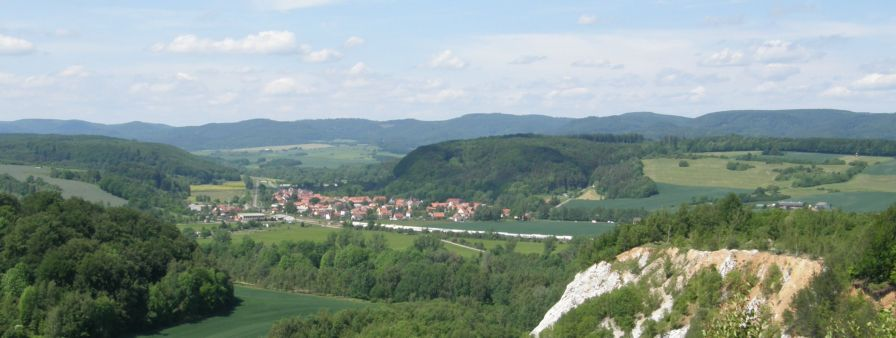
Blick über die Gemarkung Woffleben ins Südharzvorland

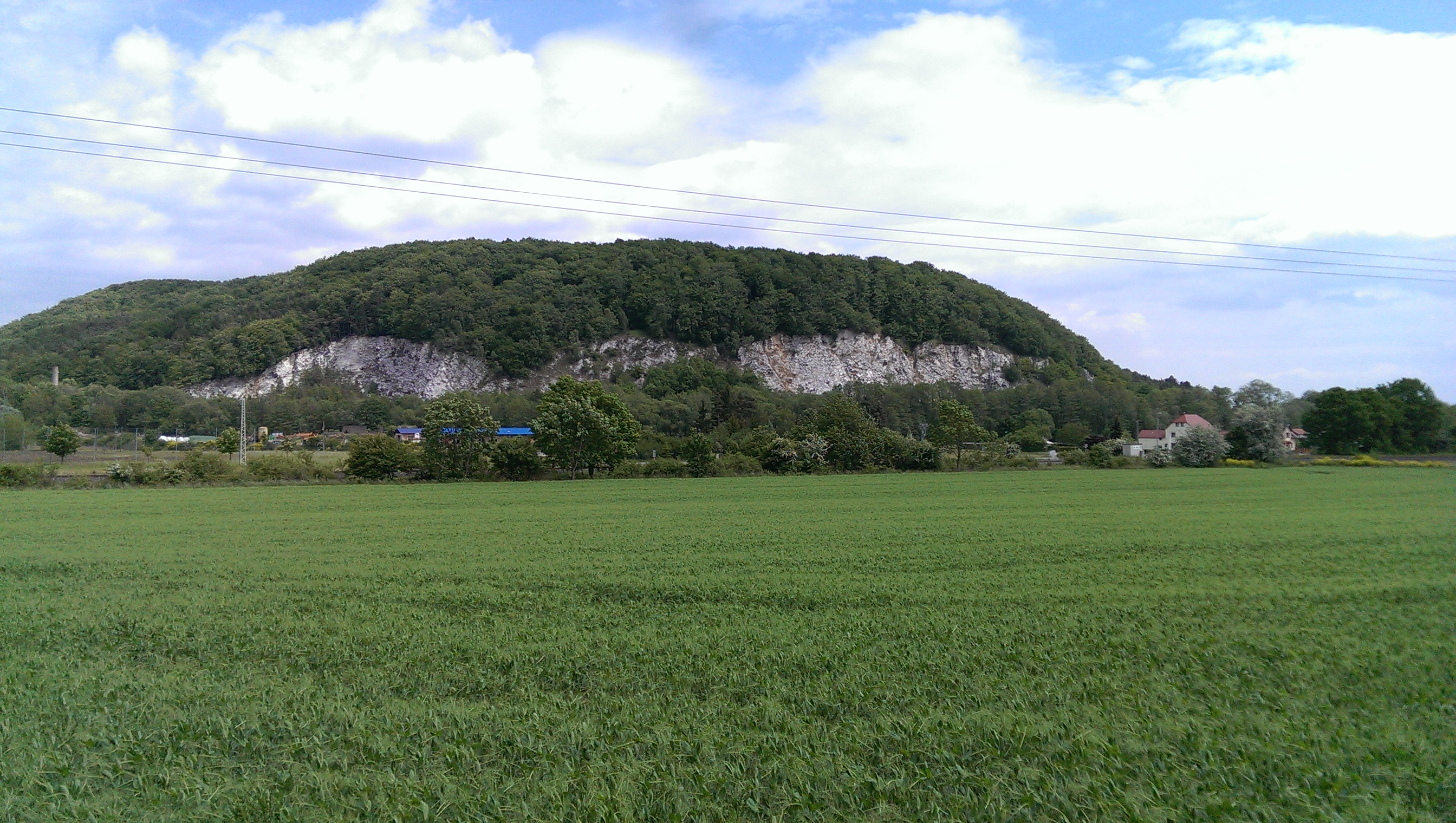
Himmelsberg bei Woffleben, Blickrichtung Nordost

Die karstreiche Umgebung wird durch die Naturschutzgebiete NSG 313 Himmelsberg (seit 2. April 1996) und NSG 314 Sattelköpfe (Hörninger Kuppen) (seit 26. April 1996) geschützt. Am 1. Juni 2004 wurden große Teilflächen der Gemarkung ins europäische Schutzgebietsnetz der Natura-2000-Gebiete aufgenommen und gehören zu den Projektgebieten Nr. 004 Kammerforst-Himmelsberg-Mühlberg und Nr. 005 Hunnengrube-Katzenschwanz-Sattelköpfe. Am 30. Dezember 2010 wurde der Naturpark Südharz eingerichtet, zu dem auch die Gemarkung von Woffleben gehört.

## Geschichte
Archäologische Funde in der Nähe des Bahnhofs belegen, dass eine frühe Besiedlung schon in der Eisenzeit (450 v. Chr. – um Null) geschah. Die Fundstücke können im Museum Tabakspeicher in Nordhausen besichtigt werden.

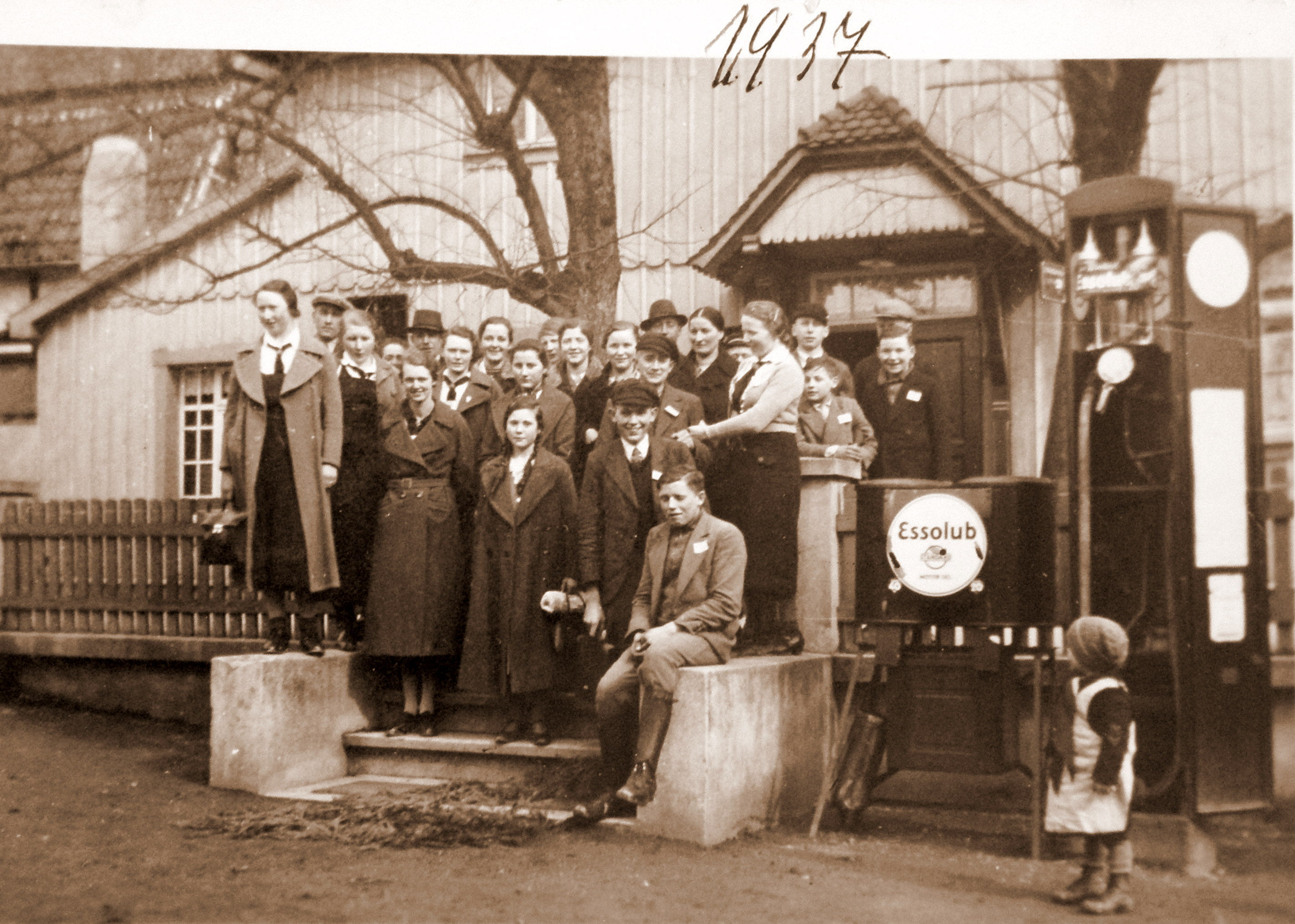
Tankstelle in Woffleben: Gasthaus Schenke, 1937

Am 13. Mai 927 schenkte der sächsische Herzog und ostfränkische König Heinrich I. mit Zustimmung seines Sohnes Otto unter anderem den Zins in Wafilieba (Woffleben) im Zorge-Gau seiner Gemahlin Mathilde als Witwengut, das Dorf war Reichsgut der deutschen Kaiser und Könige. Im Jahre 1140 erhielt König Konrad III. das inzwischen zum Kloster Walkenried gehörende Wafeleiva (Woffleben) rückübertragen. 1434 befand sich das Rittergut Wafeleiben (Woffleben) im Besitz von Hans von Bula. Auf dem Gutshof wurde erstmals 1526 das berühmte Broihan-Bier nach dem Rezept des hannoverschen Braumeisters Broihan hergestellt. 1593 wurde Woffleben zusammen mit Hörningen für 1000 Rheinsche Gulden an den Herrn von Bodenhausen verpfändet.
Im Jahre 1715 verzichtete König Friedrich Wilhelm I. von Preußen in einem Erbpachtvertrag auf alle Rechte in Nordhausen und gestattet auch nicht, dass Woffleber Broihan-Bier in Nordhausen verkauft wurde. 1752 wurde die St.-Johannis-Kirche eingeweiht. Den Bau befahl König Friedrich II., nachdem er im Jahr 1740 den Amtsrat des zu jener Zeit zu Preußen gehörenden Woffleben besucht hatte. Während des Siebenjährigen Kriegs zogen am 21. November 1761 500 Franzosen des Monettschen Corps plündernd durch Woffleben. Auch als am 17. Oktober 1806 wieder französische Soldaten im Ort erschienen, litten die Einwohner erneut unter Plünderungen und Misshandlungen; nachdem die Grafschaft in Besitz genommen war, wurde sie 1807 dem Königreich Westphalen unter Napoleons Herrschaft zugeteilt und Woffleben musste 2000 Taler Brandschutzgeld zahlen.

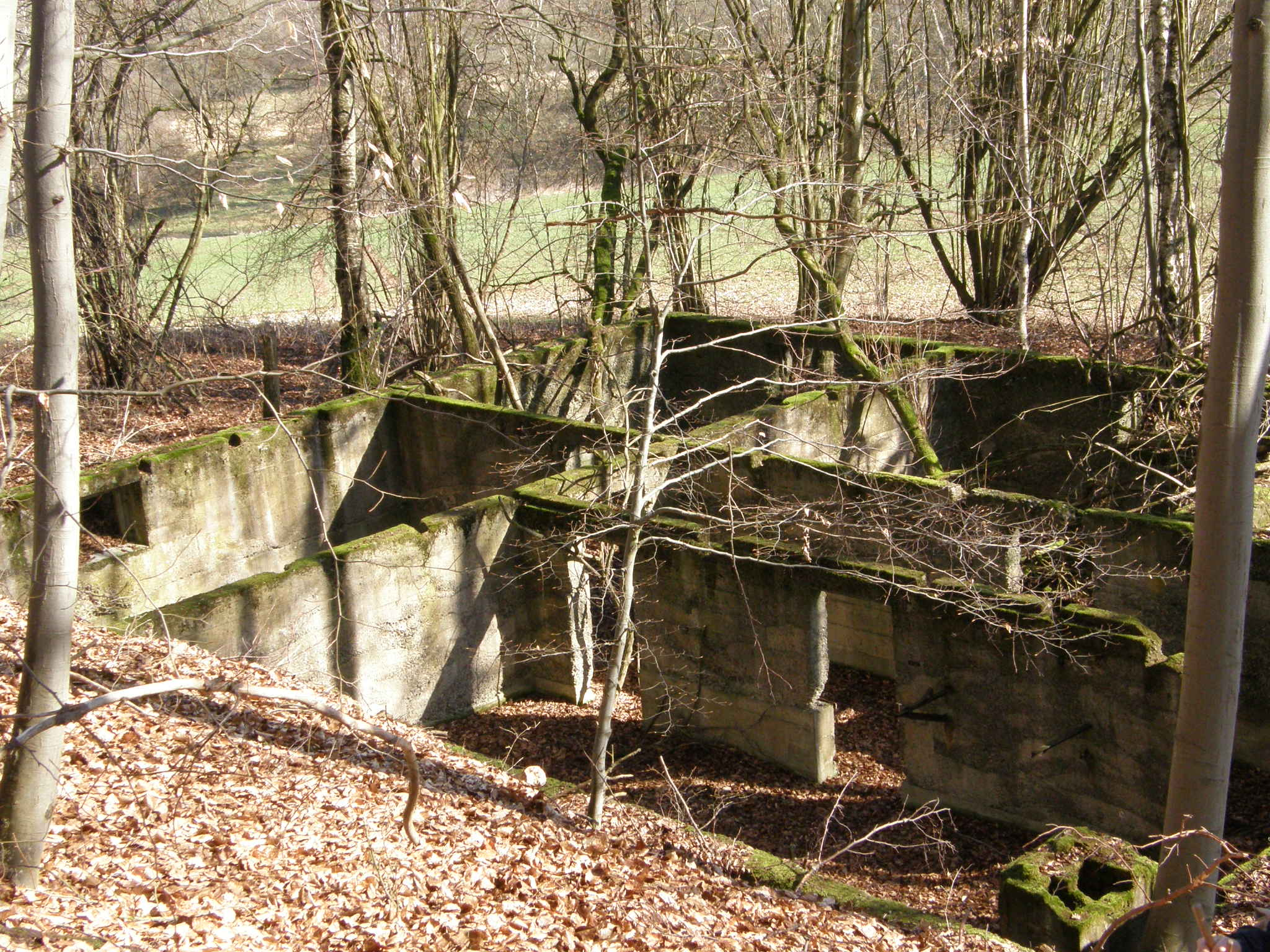
Ruine aus dem Zweiten Weltkrieg

Während der Zeit des Nationalsozialismus gab es im Ort den Außenlagerkomplex Projekt B 3a (Untertageverlagerung Anhydrit zur Raketenfertigung) des KZ Mittelbau-Dora. Das Häftlingslager Anna befand sich auf dem ehemaligen Gut Bischofferode. Ein circa 60 Baracken und mehrere Nebengebäude umfassendes Zivilarbeitslager lag direkt an der Zorge in Richtung Bischofferode. Diese Lager wurden für die geplante Erweiterung der V-Waffen-Produktionsstätte Mittelwerk von Mittelbau-Dora im Himmelsberg errichtet. Jedoch erhielt im Februar 1945 die Henschel Flugzeug-Werke die Stollen für den Bau der Hs-Raketen 117 (Schmetterling) und 298 (Taifun). Das Projekt B 3b (Anhydrit, Hydra) im benachbarten Mühlberg von Niedersachswerfen wurde schon nach zwei Monaten im Oktober 1944 wieder eingestellt. In den Lagern starben viele Menschen. Am 4. und 5. April 1945 wurden die Lager geräumt, die Todesmärsche gingen zum KZ Bergen-Belsen. Nach der Besetzung von Woffleben durch die US-Truppen wurden die Baracken von den Alliierten als Unterkunft für Displaced Persons genutzt, wo sie auf ihre Heimreise warteten.
Im April 1945 wurde der Ort von US-Truppen besetzt. Auf der Grundlage der Beschlüsse der Konferenz von Jalta wurde Woffleben Anfang Juli 1945 Teil der Sowjetischen Besatzungszone und gehörte ab 1949 bis zur Deutschen Wiedervereinigung zur DDR. Von 1952 bis 1972 lag es im Sperrgebiet zur Absicherung der innerdeutschen Grenze. Während dieser Zeit war es nur mit einem Passierschein möglich, in den Ort zu gelangen. Die 1950 erbaute Schule hieß zu DDR-Zeiten POS Fritz Gießner. Sie war nach 1998 nur noch Grundschule und wurde 2001 geschlossen. 1994 erfolgte die Eingemeindung nach Ellrich.

## Wirtschaft und Verkehr

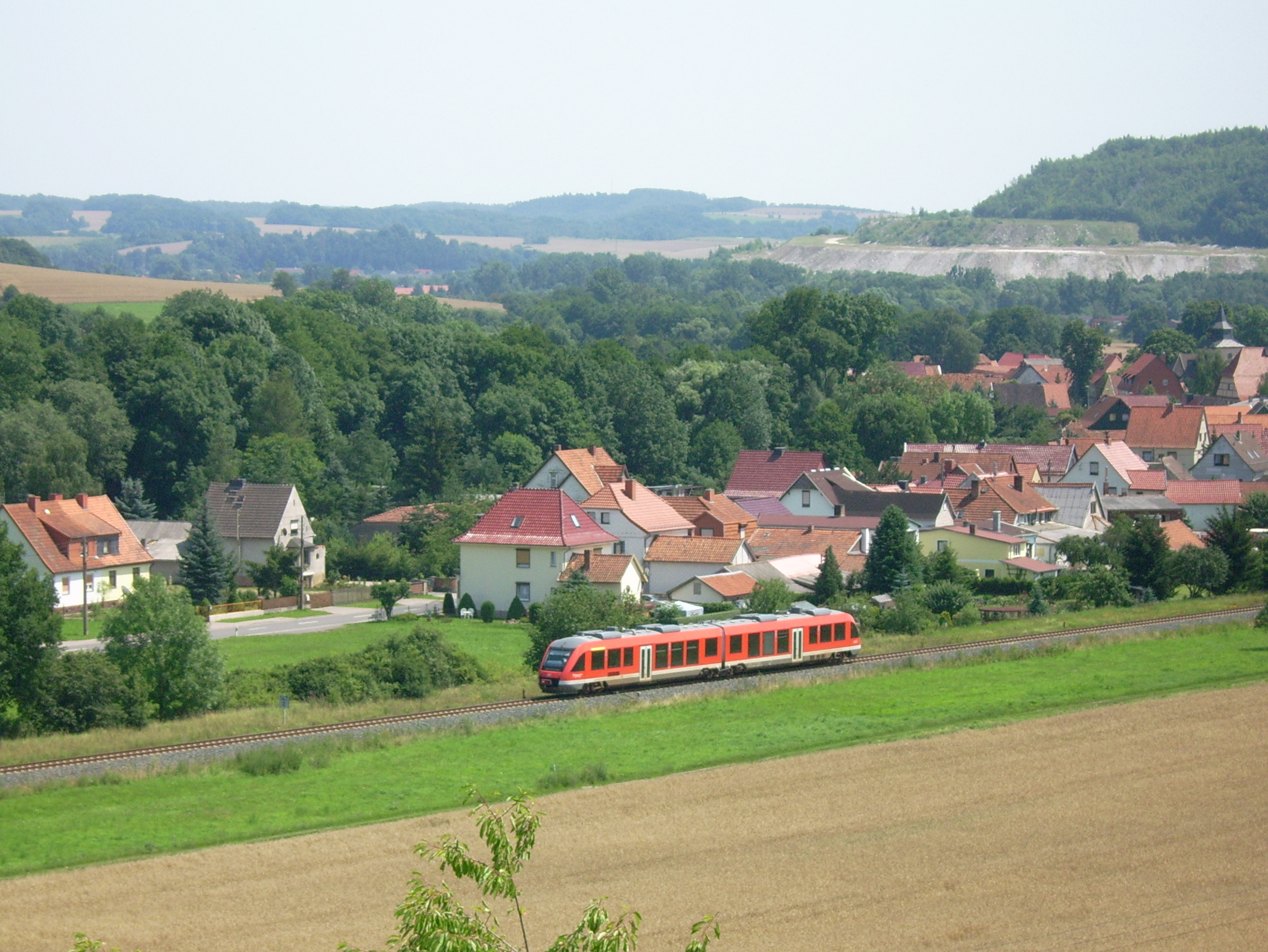
Südharzstrecke bei Woffleben

Die Südharzstrecke von Northeim nach Nordhausen hat hier seit 1906 einen Bahnhof. Schon 1846 wurde die Straße von Nordhausen nach Ellrich durch den Ort gebaut. 1933 wurde eine Trinkwasserleitung in den Ort verlegt.
Neben der Landwirtschaft bestimmen kleine Gewerbebetriebe die Wirtschaft des Ortes. Die Wassermühle wurde nach der Wende stillgelegt und von den heutigen Besitzern restauriert. Die kleine Dorfschmiede musste aus Altersgründen aufgegeben werden.
Im Bereich des Naturschutzgebietes Himmelsberg hat die Firma BPB Formula Walkenried-Kutzhütte, der deutsche Geschäftsbereich der Firma Saint-Gobain Formula, mit dem Abbau von Gips begonnen. Der angrenzende Tagebau Rüsselsee wird schon seit Jahren abgebaut und ist im Besitz der Firma Remondis aus Lünen (ehem. Südharzer Gipswerk SHG Ellrich). Der stillgelegte Steinbruch Hohe Schleife am Hagenberg hat nur noch eine kleine Restabbaufläche; er gehört auch der Remondis.
Der ansässige Landgasthof hat eine kleine Pension und einen großen Saal. Hier wird jedes Jahr das Faschingsprogramm des Kannenleeter Karnevalvereins aufgeführt.

## Tourismus
Zwei länderübergreifende Wanderwege durchqueren die Gemarkung: Schon seit 1500 Jahren verläuft der geschichtsträchtige, 110 km lange Kaiserweg von Goslar nach Tilleda durch Woffleben. Seit 2009 durchquert die geänderte Route vom 200 km langen naturnahen Karstwanderweg von Förste nach Pölsfeld das Woffleber Karstgebiet.

## Persönlichkeiten
Von 1885 bis 1892 war der Theologe Robert Pasche als Hilfsprediger bzw. Pfarrer an der Wofflebener Kirche tätig.

## Sonstiges
Die Woffleber haben den Spitznamen „Kannenleeter“, der Bezug darauf nimmt, dass hier einst das Broihahnbier gebraut wurde und aus Kannen mit Leed (Deckel) getrunken wurde.